# Transició electrònica atòmica

Un electró en un àtom model de Bohr, que passa del nivell quàntic n = 3 a n = 2 i allibera un fotó. L'energia d'un electró ve determinada per la seva òrbita al voltant de l'àtom. L'òrbita n = 0, comunament anomenada estat fonamental, té l'energia més baixa de tots els estats del sistema.

En física i química atòmiques, una transició electrònica atòmica (també anomenada transició atòmica o salt quàntic) és un electró que canvia d'un nivell d'energia a un altre dins d'un àtom o àtom artificial. L'escala de temps d'un salt quàntic no s'ha mesurat experimentalment. Tanmateix, el principi de Franck-Condon uneix el límit superior d'aquest paràmetre a l'ordre dels attosegons.
Els electrons que salten a nivells d'energia de n més petits emeten radiació electromagnètica en forma de fotó. Els electrons també poden absorbir fotons que passen, la qual cosa impulsa un salt quàntic a un nivell de n més alt. Com més gran sigui la separació d'energia entre l'estat inicial i final de l'electró, més curta serà la longitud d'ona dels fotons.

## Història
El físic danès Niels Bohr va teoritzar per primera vegada que els electrons poden fer salts quàntics el 1913. Poc després, James Franck i Gustav Ludwig Hertz van demostrar experimentalment que els àtoms tenien estats energètics quantificats.
L'observabilitat dels salts quàntics va ser predit per Hans Dehmelt el 1975, i es van observar per primera vegada utilitzant ions de bari atrapats a la Universitat d'Hamburg i mercuri al NIST el 1986.

## Teoria
Un àtom interacciona amb el camp elèctric oscil·lant:
{\displaystyle E(t)=|{\textbf {E}}_{0}|Re(e^{-i{\omega }t}{\hat {\textbf {e}}}_{\mathrm {rad} })}
amb amplitud {\displaystyle |{\textbf {E}}_{0}|}, freqüència angular {\displaystyle \omega }, i vector de polarització {\displaystyle {\hat {\textbf {e}}}_{\mathrm {rad} }}. Tingueu en compte que la fase real és {\displaystyle (\omega t-{\textbf {k}}\cdot {\textbf {r}})}. No obstant això, en molts casos, la variació de {\displaystyle {\textbf {k}}\cdot {\textbf {r}}} és petit sobre l'àtom (o equivalent, la longitud d'ona de la radiació és molt més gran que la mida d'un àtom) i aquest terme es pot ignorar. Això s'anomena aproximació del dipol. L'àtom també pot interactuar amb el camp magnètic oscil·lant produït per la radiació, encara que de manera molt més feble.
L'hammiltonià per a aquesta interacció, anàloga a l'energia d'un dipol clàssic en un camp elèctric, és {\displaystyle H_{I}=e{\textbf {r}}\cdot {\textbf {E}}(t)}. La taxa de transició estimulada es pot calcular utilitzant la teoria de la pertorbació depenent del temps; tanmateix, el resultat es pot resumir utilitzant la regla d'or de Fermi: {\displaystyle Rate\propto |eE_{0}|^{2}\times |\langle 2|{\textbf {r}}\cdot {\hat {\textbf {e}}}_{\mathrm {rad} }|1\rangle |^{2}} L'element de la matriu dipolar es pot descompondre en el producte de la integral radial i la integral angular. La integral angular és zero tret que es compleixin les regles de selecció per a la transició atòmica.

## Descobriments recents
El 2019, es va demostrar en un experiment amb un àtom artificial superconductor format per dos qubits transmons fortament hibridats col·locats dins d'una cavitat de ressonància de lectura a 15.mK, que l'evolució d'alguns salts és contínua, coherent, determinista i reversible. D'altra banda, altres salts quàntics són intrínsecament impredictibles.